# Orchestina flava
Orchestina flava är en spindelart som beskrevs av Ono 2005. Orchestina flava ingår i släktet Orchestina och familjen dansspindlar. Inga underarter finns listade i Catalogue of Life.